# Otto (Lippe-Brake)

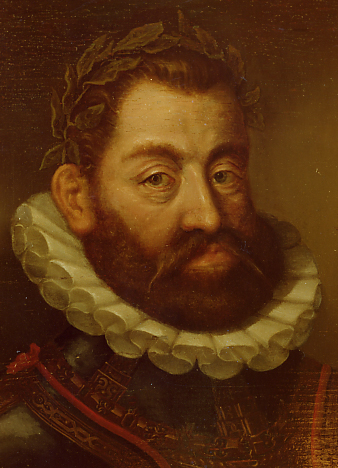
Otto zur Lippe-Brake

Otto zur Lippe-Brake (* 21. September 1589 in Detmold; † 18. November 1657 in Blomberg) war Graf zur Lippe-Brake.

## Leben
Otto wurde am 21. September 1589 als Sohn von Simon VI. zur Lippe und Elisabeth zu Holstein-Schaumburg (* 1556) geboren. Als junger Mann besuchte er 1608 den Hof Kaiser Rudolfs II. in  Prag und bereiste ab 1610 für zwei Jahre auf einer Grand Tour Frankreich, England und die Niederlande.
Als der Vater 1613 starb, wurde das Land unter seinen vier Söhnen aufgeteilt. Der ältere Bruder Ottos, Simon VII. zur Lippe, übernahm die Regierung des Landes und nahm seinen Sitz in Detmold, Ottos jüngerer Bruder Hermann (1590–1620) erhielt die Ämter Schieder und Schwalenberg, während der jüngste, Philipp, Alverdissen erhielt und später die in Bückeburg selbständig regierende Linie Schaumburg-Lippe begründete. Otto erhielt die Ämter Brake, Barntrup und Blomberg und nach dem Tod Hermanns auch das Amt Schieder. Er begründete die Linie Lippe-Brake, die 1709 ausstarb.
Unter dem Gesellschaftsnamen Der Braune wurde er als Mitglied in die Fruchtbringende Gesellschaft aufgenommen.
Am 5. Oktober 1626 heiratete er Gräfin Margarethe von Nassau-Dillenburg (* 6. September 1606 in Beilstein, † 30. Januar 1661 in Brake), Tochter von Georg von Nassau-Dillenburg, mit der er 12 Kinder hatte.
Als Ottos Bruder Simon VII. 1627 plötzlich und überraschend starb, wurde erwartet, dass Otto die Regentschaft für den unmündigen Erben Simon Ludwig übernimmt. Otto war aber nicht bereit, die Entscheidungsgewalt bei den Detmolder Räten zu lassen, die für seinen Bruder bisher alle wichtigen Angelegenheiten geregelt hatten. Er lehnte eine Übernahme von Regierung und Vormundschaft ab und verweigerte den Räten in Detmold den Einfluss auf die von ihm selbst regierten Ämter. Die Vormundschaft für Simon Ludwig in Detmold übernahm stattdessen Christian von Waldeck (1585–1637), der Vater von Simon VII. zweiter Ehefrau und Witwe Maria Magdalena von Waldeck-Wildungen (1606–1671).
Otto starb am 18. November 1657 in Blomberg.

## Kinder

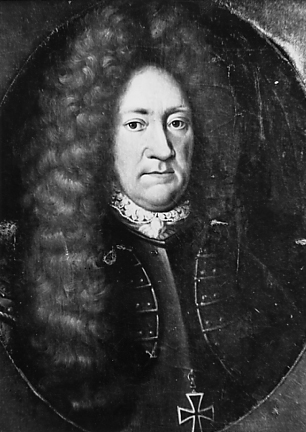
Sohn August zu Lippe-Brake (1643–1701)

Otto und seine Frau hatten 12 Kinder.
- Kasimir (1627–1700), verheiratet (1663) mit Amalie, Gräfin von Sayn-Wittgenstein-Homburg (1642–1683)
- Ernst (* 10. Oktober 1628; † 25. Dezember 1628)
- Amalia (* 20. September 1629; † 9. August 1676), verheiratet mit Hermann Adolf, Graf zur Lippe-Detmold (1616–1666)
- Juliane (* 17. Dezember 1630; † 23. Januar 1631)
- Sabine (* 29. November 1631; † 28. Oktober 1684)
- Dorothea (* 23. Februar 1633; † 17. März 1706), verheiratet (1665) mit Johann, Graf von Kunowitz (1624–1700)
- Wilhelm (* 12. April 1634; † Februar 1690 in England), verheiratet (1667) mit Ludowika Margareta, Gräfin von Bentheim-Tecklenburg
- Moritz (* 9. August 1635; † 4. August 1666)
- Friedrich (* 10. Juli 1638; † 13. Januar 1684), verheiratet (1674) mit Sophie Luise von Schleswig-Holstein-Sonderburg (1650–1714), Eltern von Ludwig Ferdinand dem letzten Grafen zur Lippe-Brake
- Otillie (* 7. November 1639; † 20. Oktober 1680), verheiratet (1667) mit Friedrich, Graf von Löwenstein-Wertheim-Virneburg (1629–1683)

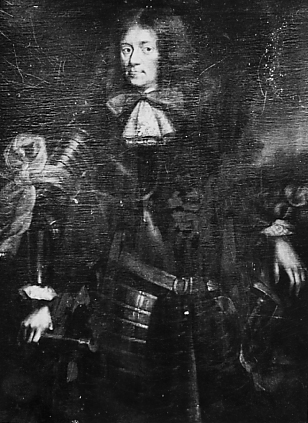
Sohn Georg zur Lippe-Brake

- Georg (* 21. November 1641; † 24. Juni 1703), Braunschweig-Wolfenbüttelischer Generalleutnant, zu Holzminden,[2] verheiratet (1691) mit Dorothea Agnes Marie Sauermann, geschiedene (1686) Mühlenrodt[3] († 1696).[4] 5 Töchter (2 † jung),[5] 1 Sohn († jung),[6] geboren zwischen 1684 und 1695[2]
- August (* 9. September 1643 auf Schloss Brake; † 19. Juni 1701 in Neuwied), Hessen-Kasselischer Feldmarschall, Landkomtur der Ballei Hessen des Deutschen Ordens, begraben in der Elisabethkirche in Marburg